# Karigador
Karigador är en ort i Kroatien.   Den ligger i länet Istrien, i den västra delen av landet, 200 km väster om huvudstaden Zagreb. Karigador ligger 4 meter över havet och antalet invånare är 234.
Terrängen runt Karigador är platt. Havet är nära Karigador åt sydväst. Runt Karigador är det ganska tätbefolkat, med 124 invånare per kvadratkilometer. Närmaste större samhälle är Poreč, 15,2 km söder om Karigador. Omgivningarna runt Karigador är en mosaik av jordbruksmark och naturlig växtlighet.